# Theater Fabriek Amsterdam
Theater Fabriek Amsterdam was een theater in het centrum van Amsterdam. Het was onderdeel van het bedrijf Stage Entertainment.
Het theater was gevestigd op het Oostenburgereiland, dat vroeger achtereenvolgens het werkterrein was van de Vereenigde Oostindische Compagnie, Werkspoor en Stork. In de voormalige fabriekshal, vlak bij de Czaar Peterstraat, bouwde architect Arno Meijs een theater dat op 19 maart 2004 zijn deuren opende. Op 1 augustus 2014 sloten die weer.